# Lansdowne Road
Lansdowne Road (in irlandese Bóthar Lansdún, IPA: [ˈboːhəɾ ˈl̪an̪sd̪uːn̪]) fu un impianto sportivo multifunzione di Dublino, capitale della Repubblica d'Irlanda.
Nato nel 1872 come terreno interno del Lansdowne, ospitò fin dai suoi primi anni di vita la nazionale irlandese di rugby e, nel prosieguo della sua attività, le nazionali di calcio dell'Irlanda unita e quella della Repubblica d'Irlanda.
Vantava la singolarità di fare da tunnel ferroviario in prossimità dell'adiacente stazione di Lansdowne Road, in quanto i binari passavano sotto la tribuna occidentale dell'impianto.
Lo stadio riuscì a superare tutto il XX secolo ma, oramai obsoleto, fu chiuso ufficialmente nel 2006 e demolito nel 2007 per fare posto al moderno Aviva Stadium, che fu inaugurato nel 2010.
Al momento della sua demolizione era il più antico stadio di rugby internazionale del mondo.
In 128 anni di servizio ospitò 244 incontri dell'Irlanda di rugby e 106 edizioni dell'Home Championship/Cinque e Sei Nazioni, nonché due edizioni della coppa del Mondo di rugby, nel 1991 e nel 1999.

## Storia

### Le origini
La nascita dello stadio è dovuta all'iniziativa dell'ingegnere e dirigente sportivo dublinese Henry Dunlop: questi nel 1871 organizzò i primi campionati nazionali d'atletica leggera in Irlanda e ottenne l'appoggio del prevosto del Trinity College, l'ateneo dove si era laureato.
Tuttavia il senato accademico proibì manifestazioni sportive riservate ai non iscritti all'università e Dunlop si trovò nella necessità di trovare una sede per il torneo da lui organizzato: in società con il suo allenatore Edward Dillon prese in affitto per 69 anni parte di un fondo chiamato "Pembroke Estate" che costeggia Lansdowne Road.
Il canone fissato fu di 60 £ annue.
Sull'area sorsero una pista d'atletica di 400 metri, un campo da tennis con le relative pertinenze, un club di tiro con l'arco, uno di cricket e successivamente di rugby, il Lansdowne.
Grazie al mecenatismo, tra gli altri, dello stesso Pembroke, il progetto sportivo di Dunlop non corse il rischio di morire sul nascere: circa 270 tonnellate di terreno furono utilizzate per la superficie di gioco, che grazie alle competenze ingegneristiche di Dunlop fu dotato di idoneo drenaggio e livellamento.
Quasi subito il rugby entrò nel nuovo impianto, il primo incontro avendo avuto ivi luogo nel 1872.
Nel 1875 lo stadio fu scartato dalla federazione irlandese perché «piuttosto inadeguato» a ospitare un incontro di rugby; l'anno successivo, altresì, il Leinster invitò l'Ulster a disputare un incontro a Lansdowne: agli affittuari fu concessa l'opzione di pagare una tantum 5 £ oppure una percentuale sugli incassi, e la seconda opzione fu preferita; quando fu di nuovo il turno di accogliere l'Irlanda, la tariffa fu alzata a 5 sterline più la metà dei ricavi oltre le 50 sterline.
Nel 1887 l'Irlanda riportò la sua prima vittoria in tale impianto, contro l'Inghilterra.
A inizio anni ottanta del XIX secolo Harry Sheppard, tesoriere della federazione rugbistica irlandese, rilevò da Dunlop il contratto di locazione; alla morte di Sheppard la federazione manlevò dagli eredi per 200 sterline il contratto e lo ridiscusse con Pembroke, fissando una nuova concessione cinquantennale a 50 sterline annue.
Il 17 marzo 1900, giorno di san Patrizio, si tenne il primo incontro internazionale di calcio a Landsdowne: protagoniste furono le nazionali dell'Irlanda Unita e dell'Inghilterra davanti a circa sette-ottomila spettatori.
Una volta divenuta l'affittuaria unica dell'impianto, la federazione cambiò l'orientamento del campo in direzione nord - sud con le tribune parallele alla linea ferroviaria: nel 1908 fu terminata la tribuna occidentale, completamente coperta, parzialmente ristrutturata nel 1955.
Vent'anni più tardi, nel 1927, giunse pure una tribuna sul lato opposto.

### Tra le due guerre
Tra il 1914 e il 1915, allo scoppio della Grande Guerra, Lansdowne Road funse anche da estemporaneo centro di reclutamento per i rugbisti, che si arruolarono in massa nel settimo battaglione fucilieri di Dublino dell'esercito britannico: a dare loro il benvenuto fu il presidente federale Browning, che fu ucciso in battaglia nel 1916.
Il 23 aprile 1927 la nazionale dello Stato libero d'Irlanda incontrò a Lansdowne Road l'Italia B venendone sconfitta 1-2; fu l'ultimo incontro di calcio in tale impianto per più di quarant'anni.

### Il secondo dopoguerra
Fin dalla nascita di Ravenhill a Belfast Lansdowne si era spesso alternato con tale impianto nell'organizzazione degli incontri interni dell'Irlanda nell'Home Championship e successivamente nel Cinque Nazioni; tuttavia, a inizio anni cinquanta la federazione calcolò in circa 3000 £ la perdita per ogni incontro disputato a Belfast piuttosto che a Dublino, quindi investì nella ristrutturazione di Lansdowne Road, a seguito della quae fu costruita una gradinata superiore che sovrappassò la linea ferroviaria Dublino-Rosslare, formando così un tunnel all'uscita del quale si trovava la preesistente stazione omonima di Lansdowne Road, attiva dal 1870.
Da quella data Lansdowne soppiantò completamente Ravenhill e la nazionale irlandese non giocò più a Belfast per i successivi 53 anni.
La tribuna orientale edificata nel 1927 fu altresì ricostruita nel 1982.
Lo stadio non presentava altri ordini di posti coperti: le due tribune sui lati corti erano completamente scoperte.

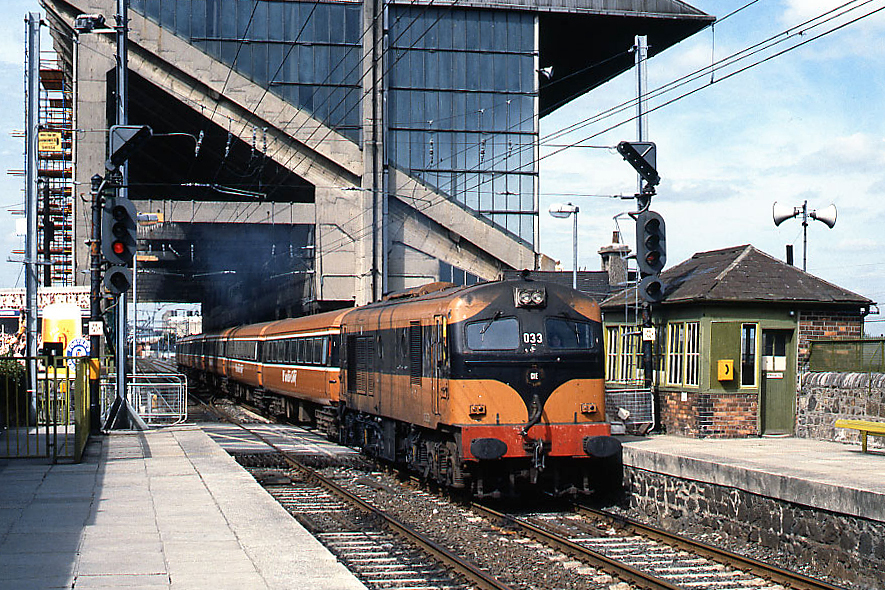
Un treno sulla tratta Dublino-Rosslare nel 1989 alla stazione di Lansdowne Road, all'uscita del tunnel sotto la tribuna occidentale dello stadio

Il 18 settembre 1968 lo stadio ospitò la sua prima partita di calcio a distanza di 41 anni e mezzo da quella più recente: accadde in occasione del sorteggio del primo turno di Coppa dei Campioni quando i rappresentanti dell'Irlanda del Waterford furono accoppiati al Manchester Utd: per accogliere gli inglesi campioni d'Europa in carica non sarebbe bastato Dalymount Park, utilizzato per la più recente uscita europea del Waterford, quindi il tesoriere della società chiese alla IRFU l'affitto dello stadio; la partita in sé ebbe poca storia perché lo United vinse 3-1 con una tripletta di Denis Law, ma il Waterford registrò un'affluenza-record di 50 000 spettatori.
La nazionale di calcio dell'Irlanda, che per imposizione della FIFA nel dopoguerra dovette chiamarsi «Repubblica d'Irlanda», affrontò nel 1971 a Lansdowne Road il suo primo incontro con tale nome: fu in occasione delle qualificazioni al campionato europeo del 1972 e singolarmente l'avversario fu ancora l'Italia, che vinse 2-1 con goal di Boninsegna e Prati contro quello irlandese di Conway.
A novembre del 1988 fu organizzato a Lansdowne Road il primo match in Europa di football americano tra due squadre della NCAA, la lega delle compagini sportive universitarie statunitensi: il Boston College Eagles sconfisse 38-24 la squadra dell'accademia dell'Esercito, gli Army Black Knights davanti a 42 525 spettatori paganti, inclusi 10 000 venuti dagli Stati Uniti comprese majorette e cheerleader: come nota di colore, il New York Times riportò che, essendo proibito l'ingresso di animali in Irlanda senza quarantena, i sostenitori della squadra militare non ebbero la possibilità di portare il proprio mulo come mascotte, ma riuscirono comunque a sopperire a tale contrattempo prendendone in affitto uno da un locale allevatore.
Nonostante la Coppa del Mondo di rugby 1991 fosse stata assegnata all'Inghilterra, la Rugby Football Union condivise la logistica della manifestazione con i Paesi limitrofi, e l'isola d'Irlanda contribuì con Dublino e Belfast: Lansdowne Road ospitò quattro incontri, i primi tre dei quali della Nazionale di casa, e il quarto una delle due semifinali, quella tra Australia e Nuova Zelanda, vinta 16-6 dagli Wallabies; nei quarti di finale gli australiani avevano superato proprio l'Irlanda a Dublino per 19 a 18 con una meta di Michael Lynagh quasi allo scadere.
Nel 1995, durante un'amichevole di calcio tra Irlanda e Inghilterra, Lansdowne Road fu teatro di una violenta azione teppistica da parte di un gruppo neonazista di hooligan inglesi, passata alla storia come disordini di Lansdowne Road (in inglese Lansdowne Road football riot): sull'1-0 irlandese marcato da David Kelly un gruppo di facinorosi dell'organizzazione britannica Combat 18 assiepati sulla tribuna occidentale superiore divelse i seggiolini e iniziò a scagliarli contro la tifoseria irlandese sottostante.
L'arbitro olandese Dick Jol interruppe il gioco al quindicesimo minuto; una volta ripreso il match, trascorsero altri dodici minuti di lanci di oggetti e tentativi di invasione del campo prima che il direttore di gara sospendesse definitivamente l'incontro non essendovi più le condizioni di sicurezza per continuare a giocare.
Anche dopo il rientro dei giocatori negli spogliatoi continuarono gli scontri tra i neonazisti britannici e la polizia irlandese, che arrestò 40 persone.
Solo nel 2013, 18 anni più tardi, inglesi e irlandesi si incontrarono di nuovo, sebbene in territorio britannico allo stadio di Wembley; a vent'anni dagli incidenti, nel maggio 2015, gli inglesi furono nuovamente a Dublino, nel nuovo Aviva Stadium.
Nel 1999 Lansdowne Road fu teatro di importanti avvenimenti rugbistici di club e internazionali: dapprima ospitò la finale di Heineken Cup tra Ulster e i francesi del Colomiers che gli irlandesi vinsero per 21-6, poi fu sede di alcuni incontri della Coppa del Mondo di quell'anno organizzata dal Galles con il sostegno logistico di Francia e del resto delle Isole Britanniche.
Lansdowne Road ospitò quattro incontri del girone dell'Irlanda e il quarto di finale tra Francia e Argentina: in quest'ultima partita, vinta dai primi per 47-26, gli irlandesi tributarono una standing ovation ai sudamericani che la settimana prima, nel barrage disputato a Lens, avevano eliminato la loro nazionale.

### Gli ultimi anni

Una fase del test match di rugby tra e, 26 novembre 2005

Con il passaggio al nuovo secolo si fece impellente la necessità di dotare Dublino di un nuovo impianto per il calcio e il rugby; infatti l'altra grande struttura cittadina, Croke Park, non permette la disputa di discipline di derivazione straniera, essendo dedicata solo a sport irlandesi come il calcio gaelico o l'hurling.
Fu ventilata quindi, nelle more dell'esito della candidatura congiunta di Scozia e Irlanda all'organizzazione del campionato europeo di calcio 2008, la costruzione di un nuovo stadio ad Abbotstown, un quartiere di Castleknock, comune della cintura della capitale irlandese; essendo stato fortemente patrocinato dall'allora primo ministro Bertie Ahern, il progetto di tale stadio, ufficialmente Stadium Ireland, fu sarcasticamente ribattezzato Bertie's Bowl, ma fu abbandonato nel 2002 dopo l'insostenibiità dei costi di realizzazione e i tagli alla spesa pubblica imposti dal governo a causa della crisi economica nel Paese.
Dopo il tramonto della candidatura al campionato europeo, riprese quindi quota il progetto di ricostruzione completa di Lansdowne Road: una volta ottenuta la disponibilità di Croke Park per il tempo strettamente necessario all'edificazione del nuovo impianto, fu decisa la chiusura dello stadio per la fine del 2006: il 15 novembre di quell'anno si tenne l'ultima partita internazionale di calcio, una vittoria irlandese per 5-0 su San Marino davanti a 34 000 spettatori, valida per le qualificazioni al campionato europeo 2008; l'ultimo calciatore a segnare un goal internazionale su tale campo fu Robbie Keane, autore in quella serata di una tripletta.
Pochi giorni dopo, il 26 novembre, anche l'Irlanda del rugby disputò l'ultimo dei suoi 244 incontri internazionali a Lansdowne: avversario di tale evento furono i Pacific Islanders, sconfitti 61-17 con l'irlandese Paul O'Connell a marcare l'ultima meta e gli ultimi punti internazionali in tale impianto.
Il 31 dicembre, infine, si tenne l'incontro che chiuse definitivamente lo stadio, la sfida di Celtic League tra Leinster e Ulster, vale a dire le due compagini che 130 anni prima lo avevano inaugurato: di fronte a 48 000 spettatori la squadra di casa vinse 20-12 e l'ultima meta marcata fu quella dell'australiano del Leinster Owen Finegan, mentre il suo compagno di squadra Felipe Contepomi, trasformandola, segnò gli ultimi punti di sempre su quel terreno.
Nel marzo 2007 iniziarono i lavori di smantellamento dell'impianto con il recupero di tutte le parti mobili o riciclabili, e il 17 maggio successivo fu la volta della demolizione della struttura; tale fase durò circa 2 mesi, al termine della quale aprì il cantiere per il nuovo Aviva Stadium.

## Cultura di massa
- Il poeta nordirlandese Louis MacNeice, in un suo componimento del 1938, Rugby Football Excursion, immortalò una partita tra inglesi e irlandesi tenutasi a Lansdowne che, ricostruendo a posteriori, si presume essere l'incontro dell'Home Nations Championship di quell'anno,  vinto 36-14 dall'Inghilterra[26].
L'incontro figura anche negli archivi dei cinegiornali della British Pathé[27].
- Nel pieno del conflitto nordirlandese, culminato nel famigerato Bloody Sunday di Derry (30 gennaio 1972) cui fece seguito un attentato incendiario all'ambasciata britannica in Merrion Square a Dublino, i rugbisti della Gran Bretagna (molti dei quali erano arruolati nelle forze armate e di polizia del Regno Unito) ricevettero lettere minatorie e i giocatori di Galles e Scozia rifiutarono la loro disponibilità per le gare esterne in Irlanda durante il Cinque Nazioni di quell'anno, provocando così l'annullamento dei relativi incontri[28].
Nel 1973 fu il turno dell'Inghilterra di giocare a Dublino e la Rugby Football Union era ferma nella decisione di recarsi a disputare l'incontro[28] anche se la situazione politica era pesantissima in Irlanda del Nord: nelle prime 4 settimane dell'anno nuovo erano morte 18 persone[28]. Il capitano inglese John Pullin, allevatore del Gloucestershire, era d'accordo con la decisione della federazione[28], anche per via di una promessa fatta al capitano irlandese Willie John McBride. Solo uno dei suoi compagni, nella vita di tutti i giorni agente di polizia, fu dispensato dalla trasferta[28].
Al momento di entrare sul campo, i giocatori inglesi furono salutati da una standing ovation dei 50 000 spettatori irlandesi[28] in segno di rispetto per avere onorato l'impegno in calendario. La partita, visto il non eccellente momento tecnico di entrambe le contendenti, non fu degna di nota dal punto di vista del gioco, e si risolse con una vittoria irlandese per 18-9, ma a passare alla storia fu il discorso da capitano che Pullin tenne durante la cena del terzo tempo con gli avversari: «Non saremo stati tutto questo granché, ma almeno qui ci siamo venuti»[28][29].
- Il giornalista sportivo dell'Irish Times Malachy Clerkin e lo scrittore Gerard Siggins (a sua volta anch'egli in passato giornalista) diedero alle stampe nel 2010 un libro dedicato ai 130 anni di storia di Lansdowne Road, dal titolo omonimo.

## Letteratura sull'argomento
- (EN) Malachy Clerkin e Gerard Siggins, Lansdowne Road: the Stadium, the Matches, the Greatest Days, Dublin, O'Brien Press, 2010, ISBN 0862789109.

## Incontri internazionali di rilievo

### Calcio
| Arbitro: | Gerhard Schulenburg |

|            |           |                          |
| Conway 24’ | Marcatori | 14’ Boninsegna 61’ Prati |

| Arbitro: | Lassin Isaksen |

|                                              |           |  |
| Reid 6’ Doyle 24’ Keane 31’, 57’ (rig.), 85’ | Marcatori |  |

### Rugby
| Arbitro: | Jim Fleming |

|                      |      |              |
| Campese 6’ Horan 34’ | mt   |              |
| Lynagh 34’           | tr   |              |
| Lynagh 13’, 60’      | c.p. | 42’, 73’ Fox |

| Arbitro: | Derek Bevan |

|                                                      |      |                                        |
| Garbajosa 5’, 78’ Bernat-Salles 10’, 75’ Ntamack 28’ | mt   | 23’ Pichot 40'+1’ Arbizu               |
| Lamaison 5’, 10’, 28’, 75’, 78’                      | tr   | 23’, 40'+1’ Quesada                    |
| Lamaison 3’, 34’, 51’, 73’                           | c.p. | 27’, 39’, 54’ Quesada 69’ F. Contepomi |